# Terpineol
Terpineolul este un compus organic natural din clasa monoterpenoidelor monociclice, având și funcție de alcool terțiar. Termenul face referire la mai mulți compuși izomeri și similari din punct de vedere al structurii chimice, în care diferă poziția legăturii duble și a grupei hidroxil. Aceștia sunt:  α-, β-, γ-terpineol și terpinen-4-ol.

Terpineol: alfa-, beta-, gama- și 4-terpineol